# Macroglossum nigrifasciata
Macroglossum nigrifasciata är en fjärilsart som beskrevs av Butler 1880. Macroglossum nigrifasciata ingår i släktet Macroglossum och familjen svärmare. Inga underarter finns listade i Catalogue of Life.